# Nicolas Winding Refn
Pour les articles homonymes, voir Winding.
Nicolas Winding Refn [nekolæs venteŋ ˈʁɛfn̩] (NWR) est un réalisateur, scénariste, producteur et acteur danois, né le 29 septembre 1970 à Copenhague.

## Biographie

### Jeunesse et révélation au Danemark

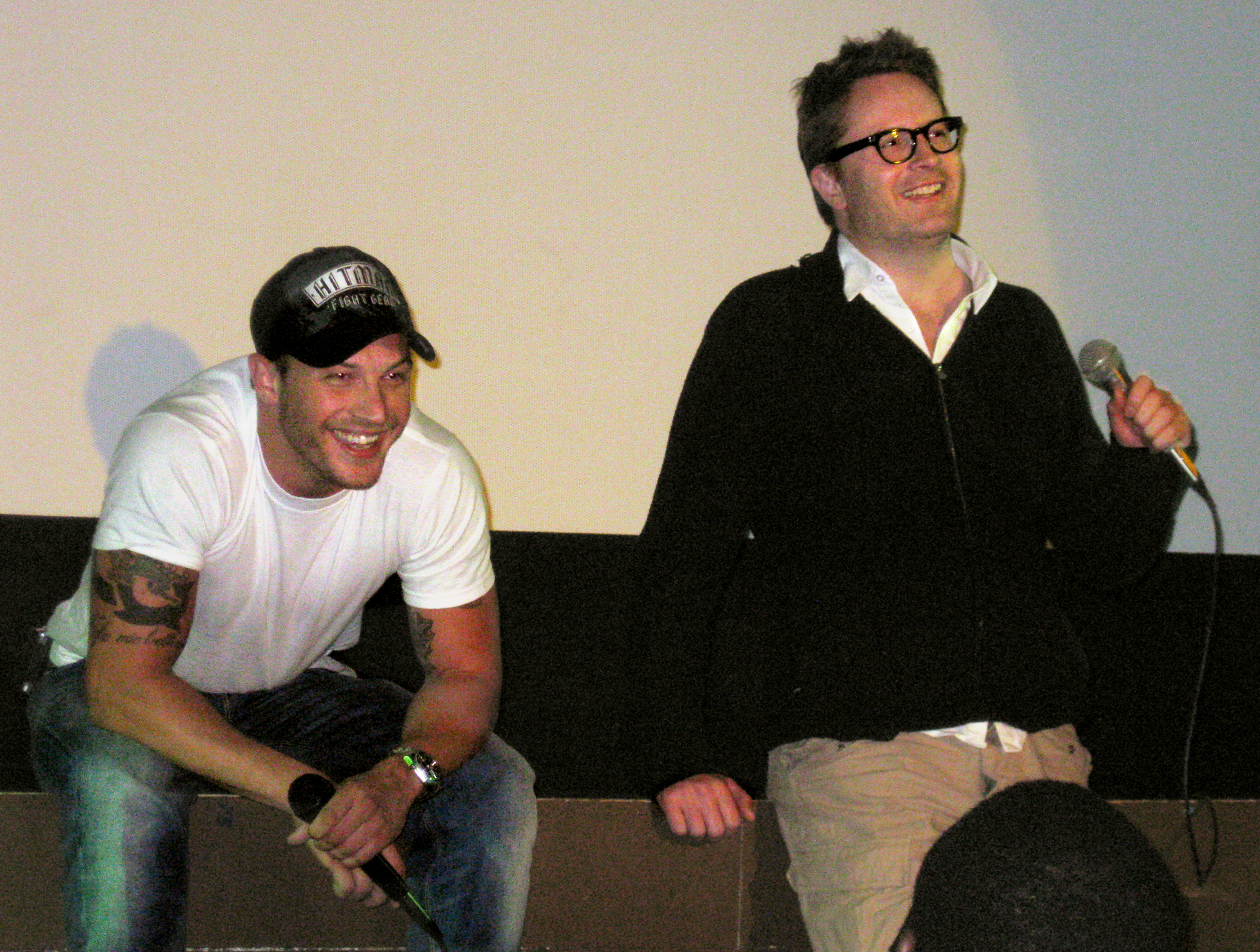
Refn aux côtés de Tom Hardy, l'acteur principal du film Bronson.

Nicolas Winding Refn est un cinéaste danois qui vit à Copenhague. Il est le fils d'un monteur, Anders Refn, et d'une photographe, Vibeke Winding.
En 1978, il déménage avec sa mère et son beau-père aux États-Unis, à New York. Ils y restent jusqu'en 1987 avant de retourner au Danemark. Nicolas a suivi à New York des cours à l'American Academy of Dramatic Arts.
Il est connu pour la réalisation de la trilogie Pusher, films sortis entre 1996 et 2005[réf. nécessaire].
En 2008, il est membre du jury lors de la quinzième édition du festival Fantastic'Arts.

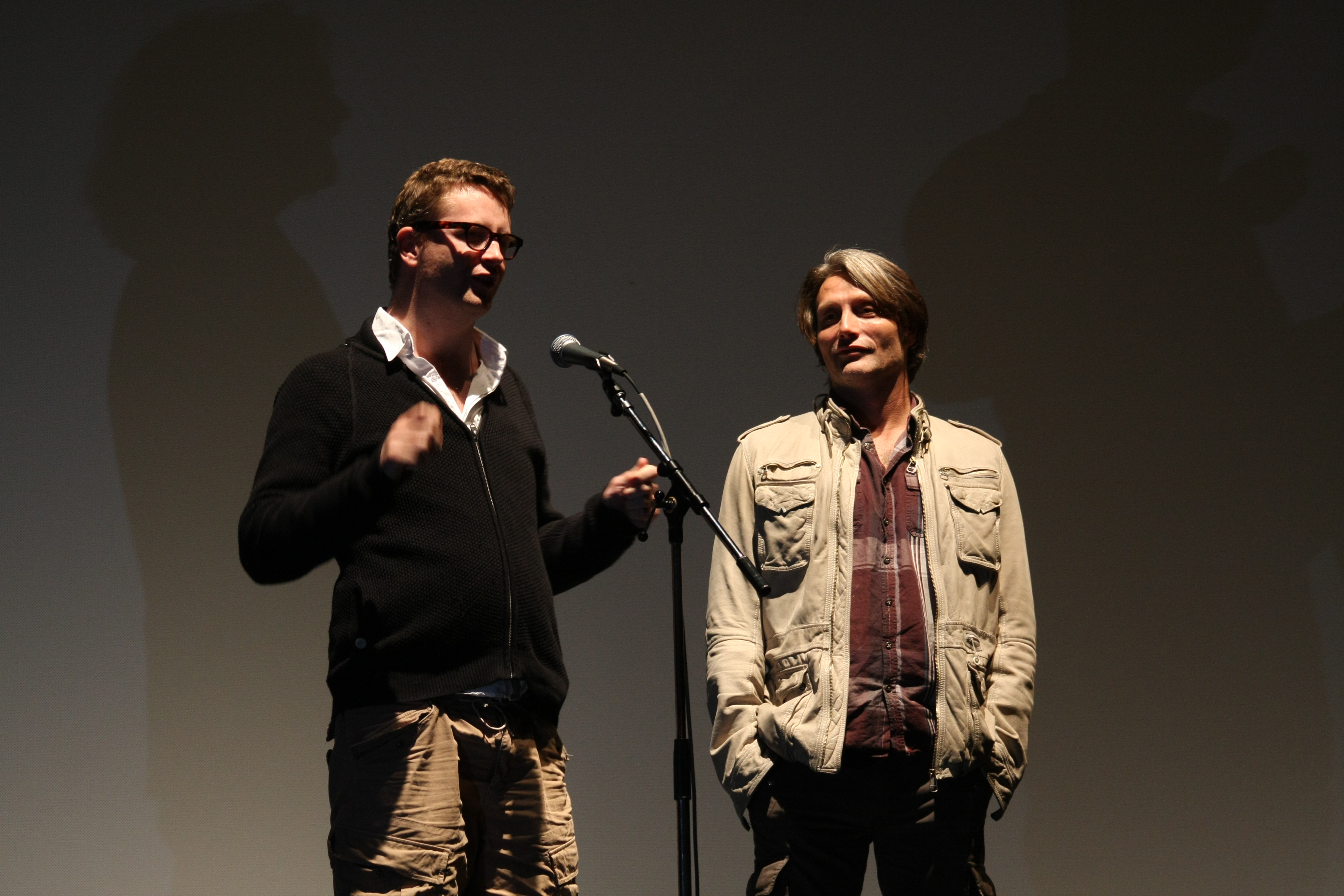
Le réalisateur avec Mads Mikkelsen, l'acteur principal du Guerrier silencieux, au Festival de Toronto 2009.

### Percée hollywoodienne (années 2010)

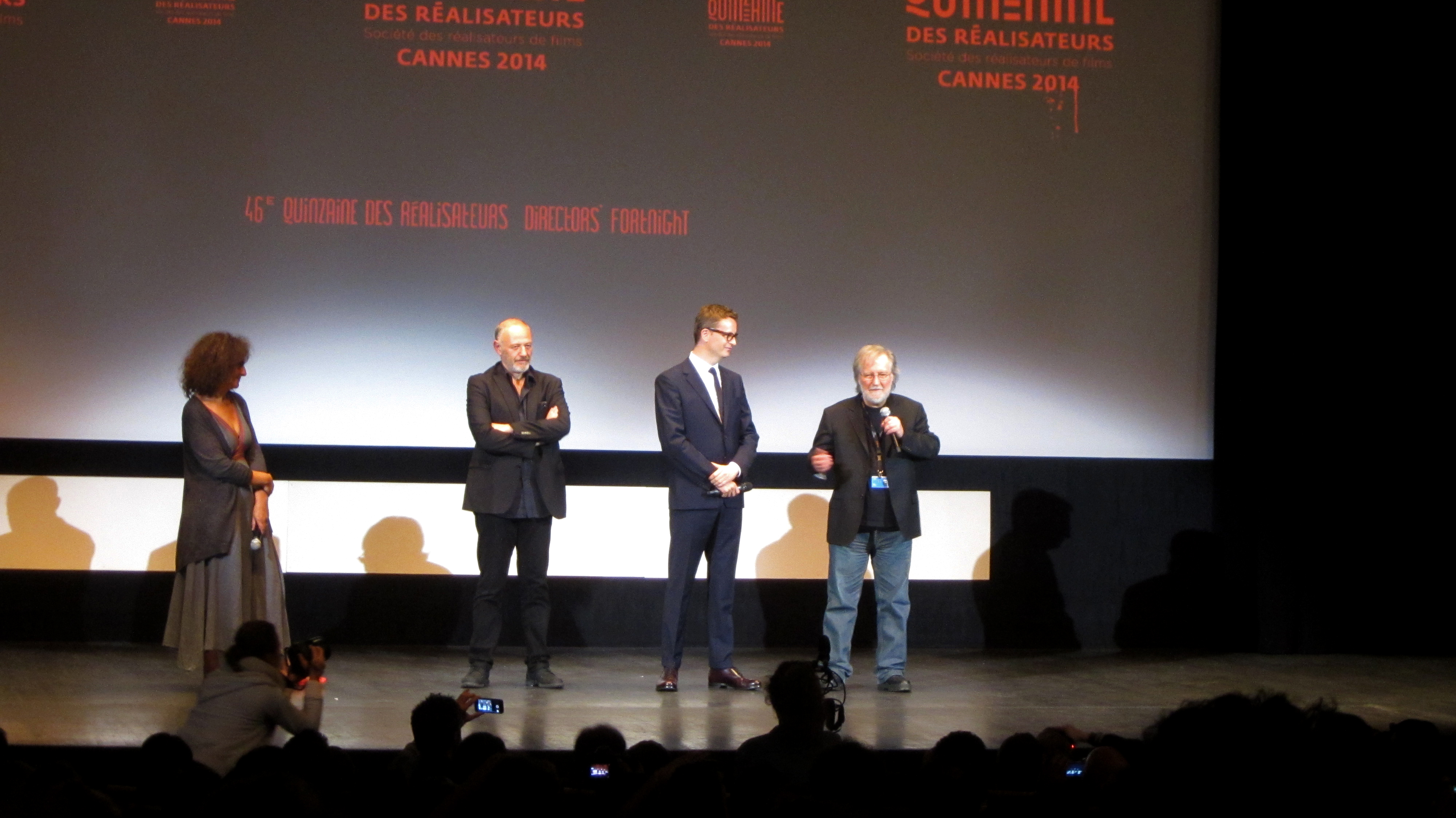
Le réalisateur au Festival de Cannes 2014, où il est membre du jury.

En mars 2010, il a avoué n'être plus attaché à l'adaptation hollywoodienne de L'Étrange Cas du docteur Jekyll et de M. Hyde, préférant se concentrer sur un nouveau métrage prochainement tourné en Asie. Il reçoit le Prix de la mise en scène, pour son film Drive lors du Festival de Cannes 2011.
En mai 2013, Nicolas est de retour à Cannes pour la deuxième fois pour présenter Only God Forgives en compétition officielle. C'est sa deuxième collaboration avec Ryan Gosling après Drive. À la fin de la projection officielle à Cannes, le film a été sifflé par une partie des spectateurs. Quand on a appris à Nicolas Winding Refn que le film avait été sifflé, il n'a pas été surpris et a répondu que « L'art est fait pour diviser, car si l'art ne divise pas, il ne pénètre pas, et s'il ne pénètre pas, vous ne faites que le consommer ». Contrairement au Festival de Cannes 2011, Nicolas Winding Refn ne remporte pas de prix en 2013 sur la Croisette.
En juin 2012, on apprend que Nicolas Winding Refn s'occupe d'adapter le film de 1968 Barbarella en série télévisée. Il sera réalisateur et producteur exécutif sur cette série, même s'il n'est pas acquis qu'il réalise d'autres épisodes après le pilote. En mai 2013, la série est toujours en phase d'écriture. En janvier 2014, on apprend que Nicolas Winding Refn reste producteur exécutif de la série, mais qu'il ne réalisera pas d'épisodes,.
Le parti pris du réalisateur pour la violence spectaculaire et la noirceur, sans modération, révèle une volonté de sonder toutes les facettes de l'être humain et d'explorer les sombres recoins de la personnalité. Le thème de la violence lui permet également de développer des recherches narratives et plastiques singulières (temporalité dilatée, ambiance hypnotique, personnages fantomatiques et univers cauchemardesque enchevêtrant lumière stylisée et références à des classiques du cinéma). Lors de la sortie de Bronson, Nicolas Winding Refn déclara : « L'art est un acte de violence. Je m'intéresse aux extrêmes, un mélange de poésie et de violence »[réf. souhaitée]. Il attache par ailleurs une grande importance à l'aspect visuel, en particulier à la couleur : « Je fonctionne par contraste. J’emploie beaucoup de rouge, qui véhicule l’émotion. Le cinéma est d’abord un média visuel : les mots n’ont pas d’importance ». Il est réputé notamment pour son usage de couleurs saturées.
En mai 2014, il est membre du jury des longs métrages au 67e Festival de Cannes, présidé par Jane Campion.
En février 2015, Refn enregistre un entretien avec William Friedkin au sujet du Convoi de la peur.
Certaines pop stars l'inspirent. En octobre 2015, Nicolas Winding Refn déclare que sa sensibilité est très proche de la pop girly et qu'il aurait adoré réaliser des clips pour Kate Bush ou Goldfrapp. Lors du festival Lumière 2015, Nicolas Winding Refn expose une partie de sa collection d'affiches de cinéma d'exploitation et publie L'Art du regard, Une petite histoire du cinéma d'exploitation des années 60 et 70 en 316 affiches  (ISBN 978-2955287309).
En mai 2016, il est de retour en compétition au 69e Festival de Cannes avec son nouveau film The Neon Demon, un thriller horrifique et érotique avec Elle Fanning, Christina Hendricks et Keanu Reeves.
En mai 2019, il revient à Cannes mais hors compétition pour présenter deux épisodes de sa nouvelle série Too Old to Die Young avec Miles Teller dans le rôle principal. Il y donne également une masterclass pour revenir sur sa carrière. Le cinéaste fait pour la première fois la couverture d'un magazine français en mars 2019.
En septembre 2022, Winding Refn présente à la Mostra de Venise dans son intégralité sa série noire Copenhagen Cowboy, mise en ligne sur Netflix début janvier 2023.
En 2025, il annonce son retour au cinéma avec un thriller d'espionnage intitulé The Avenging Silence. Cependant le projet est mis en stand-by lorsqu'il annonce réaliser finalement un thriller psychologique intitulé Her Private Hell qu'il tournera à Tokyo avec Charles Melton, Sophie Thatcher, Kristine Frøseth et Havana Rose Liu annoncés au casting.

## Projets non réalisés
Nicolas Winding Refn et Ryan Gosling devaient collaborer sur un troisième film, le remake de L'Âge de cristal (Logan's Run). Mais en octobre 2012, Ryan Gosling a quitté le projet, laissant un doute sur la participation de Nicolas Winding Refn. En juillet 2013, le réalisateur danois confirme qu'il n'est plus impliqué dans le remake de Logan's Run.
En décembre 2012, Nicolas Winding Refn était annoncé pour diriger Equalizer (The Equalizer), l'adaptation cinématographique de la série Equalizer, une série des années 1980. Mais en janvier 2013, alors que Sony et Nicolas Winding Refn étaient proches d'un arrangement, l'accord n'a pas abouti et le réalisateur s'est retiré du projet.

## Publicités
Nicolas Winding Refn a également réalisé des publicités. En 2012, il a réalisé une publicité pour la marque Gucci avec Blake Lively et James Franco et une autre pour Yves Saint Laurent avec Jessica Chastain. La même année, il signe une pub pour la Nintendo 3DS avec Dianna Agron. En 2013, il réalise une publicité pour la marque de vodka Grey Goose avec Mark Strong. En 2014, il réalise une publicité pour la marque H&M avec David Beckham comme acteur. La même année, Nicolas Winding Refn réalise plusieurs publicités pour la marque de voitures Lincoln, avec Matthew McConaughey. En 2016, c'est au tour du fabricant de cognac Hennessy (LVMH) de travailler avec le réalisateur. Il travaille pour 24 Sèvres (LVMH) en 2017 . En 2019, il signe un court-métrage en deux parties pour le jeu-vidéo Tom Clancy's The Division 2.

## Vie privée
Il est marié à l'actrice et documentariste Liv Corfixen, avec qui il a deux filles, dont Lola Corfixen, mannequin et actrice (notamment dans Copenhagen Cowboy).
Il est dyslexique et daltonien.
Son ex belle-sœur est l'actrice danoise Brigitte Nielsen (épouse de son frère Kasper Winding, au début des années 1980)[réf. nécessaire].

## Filmographie

### Comme réalisateur
- 1996 : Pusher
- 1999 : Bleeder
- 2003 : Inside Job (Fear X)
- 2004 : Pusher 2 : Du sang sur les mains (Pusher II: With Blood on My Hands)
- 2005 : Pusher 3 : L'Ange de la mort (Pusher III: I'm the Angel of Death)
- 2008 : Miss Marple - Nemesis (téléfilm)
- 2008 : Bronson
- 2009 : Le Guerrier silencieux (Valhalla Rising)
- 2011 : Drive
- 2013 : Only God Forgives
- 2016 : The Neon Demon
- 2019 : Too Old to Die Young (série télévisée)
- 2023 : Copenhagen Cowboy (série télévisée)
- 2024 : Le Club des Cinq (série télévisée)

Prochainement
- 2026 : Her Private Hell

### Comme scénariste
- 1996 : Pusher
- 1999 : Bleeder
- 2003 : Inside Job (Fear X)
- 2004 : Pusher 2 : Du sang sur les mains (Pusher II: With Blood on My Hands)
- 2005 : Pusher 3 : L'Ange de la mort (Pusher III: I'm the Angel of Death)
- 2008 : Bronson
- 2009 : Le Guerrier silencieux (Valhalla Rising)
- 2013 : Only God Forgives
- 2016 : The Neon Demon

### Comme producteur
- 1999 : Bleeder
- 2004 : Pusher 2 : Du sang sur les mains (Pusher II: With Blood on My Hands)
- 2014 : La Sentinelle (Dying of the Light) de Paul Schrader

### Cinéma
- 1996 : Pusher : Brian
- 2005 : Kinamand : Lægen
- 2023 : Dario Argento Panico de Simone Scafidi

### Jeux vidéo
- 2019 : Death Stranding : Heartman
- 2025 : Death Stranding 2: On the Beach : Heartman

## Distinctions
- 2011 : Prix de la mise en scène pour Drive au Festival de Cannes.
- 2011 : Satellite Award du meilleur réalisateur pour Drive.